# Monodictys asperospora
Monodictys asperospora är en lav som först beskrevs av Mordecai Cubitt Cooke och George Edward Massee, och fick sitt nu gällande namn av M.B. Ellis 1971. Arten ingår i släktet Monodictys, klassen Dothideomycetes, divisionen sporsäcksvampar och riket svampar. Inga underarter finns listade i Catalogue of Life.